# Halta Petit-Avin
Halta Petit-Avin este o fostă stație de pe linia 126, o cale ferată desființată aproape integral, care asigura legătura între gara Statte și gara Ciney. Halta este situată în Petit-Avin, un sat din comuna belgiană Clavier. 
Situată la kilometrul feroviar pk 21+350, halta Petit-Avin a funcționat ca stație de călători până pe 11 noiembrie 1962, când circulația trenurilor de persoane între gările Huy-Sud și Ciney a fost sistată.
Clădirea haltei încă există în teren, dar este degradată și a fost vandalizată.